# یوکو اوتوشی
یوکو اوتوشی (به ژاپنی: 横落)-(به انگلیسی: Yoko otoshi) یکی از فنون و تکنیک‌های دستهٔ ناگه-وازا رشتهٔ ورزشی جودو است که در زیردستهٔ سوتمی-وازا دسته‌بندی می‌شود.